# تالوس (مؤرخ)
تالوس أو المشرة(باليونانية: Θαλλός) هو مؤرخ سامري من القرن الأول الميلادي كتب عن تاريخ البحر الأبيض المتوسط منذ بداية حصار طروادة إلى الأولمبياد ال167، تكلم أيضاً عن يسوع وعن الظلمة التي رافقت صلبه، قام يوليوس أفريكانوس بنقل ما كتبه وتم اعتبار ما كتبه كتوثيق لتاريخية يسوع.